# Höhe (Ronsdorf)
Höhe, auch Luhnsfelder Höhe, ist eine Ortslage im Stadtbezirk Ronsdorf der bergischen Großstadt Wuppertal in Nordrhein-Westfalen/Deutschland.

## Lage und Beschreibung
Die Ortslage liegt im Wohnquartier Ronsdorf-Mitte/Nord an der Straße Luhnsfelder Höhe südlich der Hofschaft Huckenbach und westlich des Ronsdorfer Ortszentrums, auf der Wasserscheide zwischen dem Leyerbach und der Gelpe. Benachbarte Ortslagen sind neben Huckenbach die Orte und Wohnplätze Monschau, Sonnenschein und Holthausen. Der ursprüngliche Siedlungskern ist heute Teil der Wohnbebauung entlang der Straße.

## Geschichte
Auf der Topographischen Aufnahme der Rheinlande von 1824 ist der Ort mit Höhe und auf der Preußischen Uraufnahme von 1843 mit Auf der Höhe beschriftet. 
1832 gehörte Höhe zur Holthauser Rotte des ländlichen Außenbezirks der Stadt Ronsdorf. Der laut der Statistik und Topographie des Regierungsbezirks Düsseldorf als Einzelne Häuser kategorisierte Ort besaß zu dieser Zeit zwei Wohnhäuser und ein landwirtschaftliches Gebäude. Zu dieser Zeit lebten 19 Einwohner im Ort, alle evangelischen Glaubens. Im Gemeindelexikon für die Provinz Rheinland von 1888 werden vier Wohnhäuser mit 59 Einwohnern angegeben.